# Hogna badia
Hogna badia là một loài nhện trong họ Lycosidae.
Loài này thuộc chi Hogna. Hogna badia được Eugen von Keyserling miêu tả năm 1877.